# Влюблённая рыбка
«Влюблённая рыбка» — советский фильм, одна из первых работ Абая Карпыкова.
Съёмка фильма проходила в городе Алматы.

## Сюжет
Фильм исследует современные аспекты проблемы жизни и адаптации в большом городе бывших сельских жителей. Главный герой фильма — Жакен — находится как бы на полпути между селом и городом. Живёт он в пригородном поселке, родители его умерли, старший брат, музыкант, живёт в городе. Жакен решает ехать к брату. По приезде с ним происходят разнообразные события, показывающие насколько сложна жизнь в большом современном городе.
Фильм создан по сценарию Абая Карпыкова и Бориса Ряховского.

## В ролях
- Бопеш Жандаев — Жакен
- Галина Шатенова — Надия
- Наталья Новикова — лимитчица
- Сатар Дикамбаев — Сабит
- Ассан Куяте — Ассан — африканский музыкант
- Абай Карпыков — Даос, брат Жакена

## Художественная ценность
«Влюблённая рыбка» — второй казахский фильм направления «новая волна» (после фильма «Игла»). В фильме чётко прослеживается интерес режиссёра одновременно как к «живой фактуре» в фильме (природа, город, герой), так и к созданию «иллюзорного» мира, непохожего на реальный (мир вокруг героя — как воплощение и отражение его сознания). В свою очередь, и герой фильма — это «посторонний» для окружающего мира с его завистничеством, интригами и др.

## Призы
- Спец. приз МТФ «Золотое руно» в Тбилиси (1990).